# Nicollette Sheridan
Nicollette Sheridan (Worthing, 21 de novembro de 1963) é uma atriz britânica e americana nomeada ao Globo de Ouro, na categoria de Melhor Atriz Secundária. Ela é melhor conhecida por seus papéis como Paige Matheson em Knots Landing e como Edie Britt em Desperate Housewives.
Seu último trabalho foi em Dynasty, interpretando Alexis Carrington

## Vida pessoal
Colette Sheridan nasceu em Worthing, West Sussex, na Inglaterra. Nicollette é filha da atriz Sally Sheridan (nascida Sally Adams). Sua bisavó foi uma descendente indiana Punjabi. Sally não é filha da Dinah Sheridan, como dizem os rumores. O pai biológico de Nicollette nunca foi identificado, e a Sheridan diz que considera o falecido ex-namorado de sua mãe, o actor Telly Savalas, seu pai. Seu meio-irmão, Nick Savalas, é filho de Telly.
De 1979 a 1985, Nicollette namorou o ícone adolescente Leif Garrett. Eles começaram a namorar quando ela tinha quinze anos e moravam na casa de sua mãe. Adulta, Sheridan tentou em vão acabar com o abuso de drogas de Garrett. Nicollette foi casada entre 1991 e 1993 com o ator Harry Hamlin. Como o casamento durou exatamente dois anos (o tempo necessário para uma esposa de um cidadão americano receber uma residência permanente), rumores dizem que o casamento foi uma "oportunidade" para ela conseguir um green card. Na verdade, tanto Savalas como a CBS poderiam garantir vistos para Nicolette, sem que Sheridan precisasse afluir a um casamento falso.
De janeiro a outubro de 2005, Sheridan ficou noiva do ator sueco Nicklas Soderblom. Depois que o relacionamento acabou, ela retornou o namoro com Michael Bolton, de quem Nicollette ficou noiva em março de 2006, relação que terminou em 2008.
Casou-se em segredo com Aaron Phypers, em dezembro de 2015 e divorciou-se em junho de 2016, por diferenças irreconciliáveis entre os dois.

## Filmografia
- The Sure Thing (1985)
- Noises Off (1992)
- Spy Hard (1996)
- Beverly Hills Ninja (1997)
- I Woke Up Early the Day I Died (1998)
- Raw Nerve (1999)
- .com for Murder (2002)
- Lost Treasure (2003)
- Deadly Visions (2004)
- Operação Limpeza (2007)

## Carreira de televisão
- Paper Dolls (1984) (cancelado depois de 13 episódios)
- Dead Man's Folly (1986)
- Dark Mansions (1986)
- Knots Landing (entre 1986 e 1993)
- Deceptions (1990)
- Lucky/Chances (1990) (mini-série)
- Somebody's Daughter (1992)
- A Time to Heal (1994)
- Shadows of Desire (1994)
- Silver Strand (1995)
- Virus (1995)
- Indictment: The McMartin Trial (1995)
- The People Next Door (1996)
- Murder in My Mind (1997)
- Knots Landing: Back to the Cul-de-Sac (1997) (mini-série)
- Dead Husbands (1998)
- The Spiral Staircase (2000)
- Haven't We Met Before? (2002)
- Deadly Betrayal (2003)
- Deadly Visions (2004)
- Desperate Housewives (2004-2009)
- Dynasty (série de televisão) (2018-2019)